# Малахов Володимир Олександрович
Малахов Володимир Олександрович (нар. 17 січня 1957, Харків) — український невролог, доктор медичних наук, професор.
Народився в родині харківських юристів. Є внучатим племінником легендарної льотчиці, двічі героя Радянського Союзу Валентини Степанівни Гризодубової.

### Освіта, початок трудової діяльності
Дитинство і юність пройшли в Харкові. У 1974 році закінчив СШ № 5 м. Харкова [Архівовано 12 липня 2012 у Wayback Machine.], у 1974 році поступив до Харківського медичного інституту, лікувального факультету, який закінчив у 1980 році.
У 1980 році був прийнятий на роботу до Інституту проблем кріобіології та кріомедицини АН України. Подальшу наукову долю визначив член-кореспондент АН України, професор, доктор медичних наук Аполлон Максимович Білоус. Під його керівництвом були проведені пошукові дослідження щодо застосування кріотерапії і краніоцеребральної гіпотермії в ангіоневрології.

### Наукова діяльність
У 1990 році В. О. Малахов захистив кандидатську дисертацію — «Структурно-функціональні властивості еритроцитів у хворих на дисциркуляторну енцефалопатію у динаміці патогенетично обґрунтованої терапії». Науковий керівник проф. П. В. Волошин, науковий консультант проф. А. М. Білоус.
У 1988—2000 році проходив навчання в аспірантурі на кафедрі неврології № 2 ХІУВ [Архівовано 4 березня 2016 у Wayback Machine.]. По закінченні аспірантури за конкурсом був прийнятий асистентом даної кафедри. З 1995 по 1996 р. працював на посаді доцента цієї кафедри.
У 2004 році захистив дисертацію на здобуття наукового ступеня доктора медичних наук «Клітинно-мембранні аспекти патогенезу лікування і профілактики початкових стадій хронічних церебральних ішемій». Наукові консультанти: Заслужений діяч науки і техніки України проф. П. В. Волошин і член-кореспондент проф. доктор медичних наук А. М. Білоус.
В. О. Малахов з 2007 року — професор кафедри неврології та нейрохірургії ХМАПО і з цього ж року очолює ккафедру медичної реабілітації, спортивної медицини та лікувальної фізкультури [Архівовано 2 квітня 2016 у Wayback Machine.].
Основними напрямками наукової діяльності проф. В. О. Малахова є цереброваскулярні захворювання, немедикаментозні методи лікування, в тому числі ЛФК, нейрореабілітація.
Малахов В. О. є автором 16 монографій, у тому числі виданих у Росії — 4, Німеччині — 1. Широко відомі монографії «Початкові стадії хронічних церебральних ішемій (патогенез, клініка, лікування, профілактика)», Харків 2006 рік, «Початкові форми цереброваскулярної патології», Основа — 1997 рік, «Енциклопедія натуротерапії», Москва — Ексмо 2008 рік, «Натуропрофилактика і натуротерапія», Москва-Ексмо 2008 рік, «Сучасна гірудотерапія», 2014 рік.
В. О. Малахов — автор 8 навчально-методичних посібників з них 2 з грифом МОЗ України. Найбільш відомим є «Клінічна лікворологія» у співавт. з О. О. Потаповим та В. С. Личко, Palmarium Academic, 2011 рік.
В. О. Малахов є співавтором підручника «Ортопедія і травматологія», написана колективом авторів під керівництвом проф. А. Н. Хвисюка. Проф. В. А. Малахов — автор і співавтор 15 патентів та авторських свідоцтв, а також 3 методичних рекомендацій з грифом МОЗ.
У 2014 році запатентував спосіб лікування лікворно-венозних порушень за допомогою, так званої мікстури проф. Малахова В. О. Підготував 5 кандидатів медичних наук. У теперішній час є науковим консультантом 2-х докторських і керівником 3-х кандидатських дисертацій.

### Список наукових праць
Малахов Володимир Олександрович: біобібліографічний покажчик / укл. бібліотека. — Харків, 2015. — 24 с. [Архівовано 21 квітня 2015 у Wayback Machine.]